# La prima regola (film)
La prima regola è un film italiano del 2022 diretto da Massimiliano D'Epiro.

## Trama
Gabriele è un giovane professore che si ritrova a dovere fare lezioni di recupero in una scuola di periferia a sei studenti complicati dal punto di vista disciplinare. Il rapporto tra il professore e gli studenti si rivelerà problematico, soprattutto con Nicolas, il più violento, che accoglie il docente minacciandolo con un coltello. A poco a poco, Gabriele riuscirà a conquistare la loro fiducia.

## Distribuzione
Il film è stato proiettato in anteprima il 19 novembre 2022 al Festival del Cinema Europeo di Lecce ed è stato distribuito nelle sale cinematografiche italiane il 1º dicembre seguente.